# 萨莱圣乔瓦尼
萨莱圣乔瓦尼（義大利語：Sale San Giovanni）是意大利库内奥省的一个市镇。总面积8平方公里，人口187人，人口密度23.4人/平方公里（2009年）。ISTAT代码为004200。